# Władimir Worobjow (hokeista)
Władimir Anatoljewicz Worobjow, ros. Владимир Анатольевич Воробьёв (ur. 2 listopada 1972 w Czerepowcu) – rosyjski hokeista, reprezentant Rosji, trener hokejowy.
Jego syn Władimir (ur. 2000) także został hokeistą.

## Kariera klubowa
- Mietałłurg Czerepowiec (1992–1993)
- Dinamo Moskwa (1993–1996)
- New York Rangers (1996)
- Binghamton Rangers (1996–1997)
- New York Rangers (1997)
- Hartford Wolf Pack (1997–1999)
- Edmonton Oilers (1999)
- Hamilton Bulldogs (1999)
- Long Beach Ice Dogs (1999–2000)
- Siewierstal Czerepowiec (2000–2001)
- Dinamo Moskwa (2002–2005)
- Ak Bars Kazań (2005–2007)
- Saławat Jułajew Ufa (2007–2010)
- Siewierstal Czerepowiec (2010–2011)

Wychowanek ówczesnego Mietałłurga Czerepowiec. Grał w superlidze rosyjskiej, w USA w NHL, AHL, IHL, a od 2008 także w KHL. Karierę zakończył w macierzystym klubie przemianowanym na Siewierstal.
Uczestniczył w turniejach mistrzostw świata edycji 1995, 1996.

## Kariera trenerska
- Siewierstal Czerepowiec (2011–2013), asystent trenera
- Donbas Donieck (2013-2014), asystent trenera
- Barys Astana (2014-2015), asystent trenera
- Reprezentacja Kazachstanu (2014/2015), asystent trenera
- Dinamo Moskwa (2015-2017), asystent trenera
- Dinamo Moskwa (2017-2018), główny trener[3]
- Dinamo Moskwa (2018-2021), asystent trenera
- Reprezentacja Białorusi (2021), asystent trenera
- Amur Chabarowsk (2021), główny trener[4][5][6]
- Awtomobilist Jekaterynburg (2022-), asystent trenera

W turnieju mistrzostw świata edycji 2021 był asystentem sztabie reprezentacji Białorusi pod wodzą Michaiła Zacharaua. W maju 2022 wszedł do sztabu Awtomobilista Jekaterynburg.

## Sukcesy
Klubowe
- Złoty medal mistrzostw Rosji: 1995, 2005 z Dinamem Moskwa, 2006 z Ak Barsem Kazań, 2008 z Saławatem Jułajew Ufa
- Srebrny medal mistrzostw Rosji: 2007 z Ak Barsem Kazań
- Brązowy medal mistrzostw Rosji: 1996 z Dinamem Moskwa, 2001 z Siewierstalą Czerepowiec, 2010 z Saławatem Jułajew Ufa
- Puchar Mistrzów: 2007 z Ak Barsem Kazań
- Puchar Otwarcia: 2008 z Saławatem Jułajew Ufa
- Puchar Kontynentu: 2010 z Saławatem Jułajew Ufa